# Bajopulau
Bajopulau is een bestuurslaag in het regentschap Bima van de provincie West-Nusa Tenggara, Indonesië. Bajopulau telt 1705 inwoners (volkstelling 2010).